# نادي سكيكدة
نادي سكيكدة ( بالفرنسية:FJ Skikda ) هو نادي كرة قدم جزائري نسائي .